# Tricks (Alice Munro)

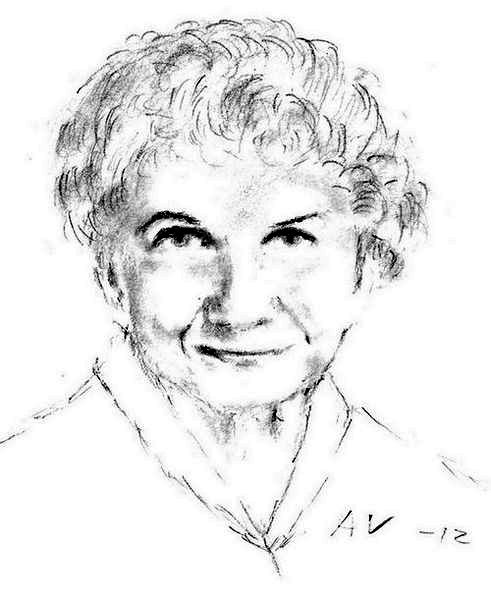
Alice Munro, Nobelpreis für Literatur 2013

Tricks. Acht Erzählungen (Originaltitel Runaway, 2004) ist die elfte Sammlung von Kurzgeschichten von Alice Munro.
Die deutschsprachige Übersetzung von Heidi Zerning wurde erstmals 2006 bei S. Fischer in Frankfurt am Main verlegt. In der Taschenbuchausgabe (6. Auflage 2013) ist der Band 380 Seiten stark. Die Originalausgabe von Runaway umfasst 335 Seiten.

## Rezeption
Runaway wurde 2004 mit dem Giller-Preis ausgezeichnet.
Von den Erzählungen sind die zweite, dritte und vierte durch die Protagonistin Juliet verbunden. Pedro Almodóvar nahm diese „Trilogie“ sehr frei als Stoff für das Drehbuch zu seinem 2016 produzierten Film Julieta.
In der Titelstory würden Munros Stärken deutlich: wie Schilderungen im Detail und in der Totale sich ergänzen, wie die Figuren beobachtet, aber nicht kritisiert werden, wie unterschwellig die Teilnahme bleibt, so dass Leser sich einlassen können, aber nicht müssen, und wie raffiniert die Handlung aufgebaut sei, deren Konstruiertheit unspürbar ist, so Tilman Spreckelsen, der in seinem Artikel in der FAZ zum Nobelpreis für Alice Munro die Titelstory dieser Sammlung als Beispiel nimmt.
Auch Annette Traks in ihrer umfassenden Rezension der Sammlung in The Huffington Post streicht heraus, dass Figuren lediglich durch ihr Reden und Handeln charakterisiert würden, bzw. durch ihr Nichthandeln. Traks resümiert, dass es wohltuend sei, wie Munro auf mündige Leser setze.
Jonathan Franzen meint in seinem Review dieses Bandes für The New York Times, dass es in Runaway sogar noch bessere Erzählungen gebe als The Bear Came Over the Mountain (1999 / 2001), denn die hier enthaltenen Werke seien gewagter, blutiger, tiefgründiger und weiter gefasst.

## Inhalt
- Ausreißer (Runaway[4]), S. 11.
- Entscheidung (Chance), S. 80.
- Bald (Soon), S. 140.
- Schweigen (Silence), S. 200.
- Leidenschaft (Passion), S. 252.
- Verfehlungen (Trespasses), S. 311.
- Tricks (Tricks), S. 371.
- Kräfte (Powers), S. 424.[5]